# Scandalo internazionale
Scandalo internazionale (A Foreign Affair) è un film del 1948 diretto da Billy Wilder.
Il film è ambientato nel settore statunitense di Berlino dopo l'occupazione da parte degli alleati.
Nel 1961, Wilder avrebbe girato un'altra commedia sulla Berlino del dopoguerra, Uno, due, tre! (One, Two, Three).

## Trama
(Cap. John Pringle)

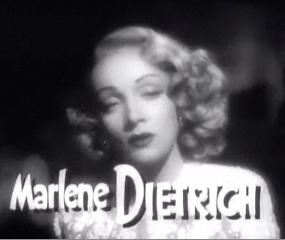
Marlene Dietrich (Erika Von Schlütow)

Una commissione di parlamentari americani giunge nella città per controllare lo stato dell'integrità morale dei soldati lì di stanza. Unica donna del gruppo è la gelida deputata Phoebe Frost, rappresentante dello stato dell'Iowa e convinta repubblicana. Appena atterrata, l'onorevole Frost consegna ad un suo compatriota, il capitano John Pringle, una torta da parte di una certa Dusty, figlia di un suo elettore nonché fidanzata di Pringle.
Durante il primo giro d'osservazione, scortata dal colonnello Plummer, la deputata si accorge che i soldati americani hanno "fraternizzato" eccessivamente con le donne tedesche e ne resta scandalizzata. Per puro caso viene scambiata per una tedesca da due soldati americani, Mike e Joe e condotta in un locale d'infimo ordine, il Lorelei, dove si esibisce un'affascinante e disinibita cantante, Erika von Schlütow. Al termine dell'esibizione della von Schlütow, la Frost nota che al tavolo vicino si sta consumando la torta di Dusty, che nel frattempo è stata rivenduta da Pringle alla borsa nera.
Convinta dell'assoluta integrità morale del bel capitano, la deputata crede che la torta sia stata rubata. Inoltre, obbliga Pringle a indagare con lei sulla von Schlütow, avendo sentito da Mike e Joe che la donna ha un passato da amante di gerarchi nazisti, e che è ancora in giro solo perché qualcuno, tra gli ufficiali dell'esercito statunitense, la protegge. Quello che la Frost non sa, è che a proteggere la cantante è proprio John Pringle. Inizia l'indagine, e la deputata mostra a Pringle un video di repertorio grazie al quale si scopre che Erika von Schlütow è effettivamente stata amante di Hans Otto Birgel, noto gerarca nazista da tempo morto suicida, e probabilmente anche "amica" dello stesso Hitler.

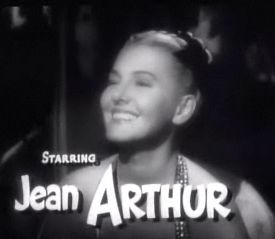
Jean Arthur (Phoebe Frost)

La deputata e il capitano si appostano così sotto la casa mezza distrutta della von Schlütow, sperando di sorprendere con le mani in pasta il fantomatico ufficiale suo protettore. La Frost suona per errore il clacson due volte - segnale con cui Pringle invita la sua amante tedesca a lanciare le chiavi dell'appartamento dalla finestra - e la von Schlütow lancia le chiavi, uscendo in strada poco dopo. Avviene quindi il primo incontro tra le due donne (e Pringle, che attraverso vari segnali comunica alla sua amante di fingere di non conoscerlo), che termina con uno sbeffeggio dell'aspetto fisico della deputatessa. Indispettita e risoluta più che mai, Phoebe Frost trascina con sé il capitano presso l'archivio americano del posto, decisa a trovare la firma dell'ufficiale "protettore" sul documento che avrebbe dovuto incriminare la tedesca. Pringle, proprio autore di quella firma, fa di tutto per distrarre la donna e ci riesce, un attimo prima che lei trovi il documento, baciandola con passione.
Inizia così l'inganno del capitano ai danni della gelida deputatessa che nel giro di pochi giorni si trasforma in una donna innamorata. Una sera, Pringle conduce la Frost al Lorelei, dove naturalmente incontra la von Schlütow. Viene richiamato dal colonnello Plummer e le due donne restano sole: la tedesca fa bere la deputata, che ben presto si ritrova piuttosto brilla a cantare e ballare per il locale quando arriva una retata. A salvare la reputazione della Frost è la von Schlütow, che racconta all'ufficiale addetto al controllo dei permessi che la bionda accanto a lei è una cugina. La tedesca porta nel suo appartamento l'americana ed è qui che quest'ultima scopre l'inganno di Pringle.
Offesa e ferita torna al quartier generale e ci resta fino al giorno della partenza, partenza che deve essere rinviata per via del pessimo tempo e che permetterà al colonnello Plummer di raccontarle la verità: considerato dai suoi un vero dongiovanni e adatto alla missione, a sua insaputa, Pringle - che nel frattempo si scopre a sua volta affezionato alla deputata - è stato condotto tra le braccia della cantante tedesca per attirare l'attenzione di Hans Otto Birgel, in realtà mai morto e ancora nell'ombra, in attesa di riprendersi la sua vecchia fiamma. 
Il ritorno di Birgel avviene fortuitamente quella stessa sera: l'ex gerarca entra al Lorelei e, al termine dell'esibizione della von Schlütow, tenta di uccidere Pringle, il suo rivale, ma ha la peggio: decine di soldati americani erano lì ad attenderlo, come era previsto, e lo uccidono. Erika viene finalmente messa sotto arresto scortata da due M.P. (chiaramente affascinati dalle sue gambe) mentre Phoebe Frost corre al Lorelei, dove dichiara il suo ardente amore a Pringle che cerca invano di sottrarsi ai suoi assalti amorosi.

## Produzione
- Le due coprotagoniste, Jean Arthur e Marlene Dietrich, si odiavano cordialmente anche nella realtà. Sembra che la Dietrich trattasse con estrema freddezza la Arthur, criticandola spesso, apertamente e non.
- Il regista Billy Wilder e Marlene Dietrich erano particolarmente in sintonia: durante le riprese la Dietrich cucinava spesso piatti tedeschi per Wilder, ed entrambi parlavano in tedesco per comunicare. Billy Wilder è anche l'unico motivo per il quale, secondo la figlia di Marlene Dietrich, Maria Riva, la diva tedesca accettò di fare il film.
- Era spesso narrato dallo stesso Wilder un episodio che riguardava la timida e nevrotica Jean Arthur, che durante la lavorazione del film si presentò a casa del regista nel cuore della notte, accompagnata dal marito, in lacrime, accusandolo di aver bruciato tutti i suoi primi piani più belli per favorire l'immagine della coprotagonista tedesca. Quarant'anni dopo, sempre stando al racconto di Wilder, l'attrice gli telefonò per dirgli che aveva particolarmente apprezzato il film dopo averlo rivisto in tv, e per scusarsi del suo comportamento.

### Musica
- L'accompagnatore al piano della Dietrich, che compare insieme a lei nelle scene di canto, è Friedrich Hollaender, il compositore delle musiche e delle canzoni del film, nonché compositore delle famosissime canzoni de L'angelo azzurro.
- Marlene Dietrich canta tre canzoni: Black Market, Illusions e The Ruins of Berlin.
- La musica che fischietta il capitano John Pringle è Isn't it romantic, la stessa in Sabrina di Billy Wilder come tema principale.

## Distribuzione

### Accoglienza
- Il film fu aspramente criticato dalla Camera dei Rappresentanti degli Stati Uniti e dal Dipartimento della Difesa degli Stati Uniti. A causa del boicottaggio, il film non ebbe mai il successo che meritava.